# Gabelarötel
Der Gabelarötel (Sheppardia gabela) ist eine Singvogelart aus der Familie die Fliegenschnäpper (Muscicapidae). Er ist in Angola endemisch. Phillip Alexander Clancey schlug 1977 die eigene Untergattung Gabelatrix für die Art vor. Es sind keine Unterarten bekannt.

## Merkmale
Der Gabelarötel erreicht eine Körperlänge von 12 bis 13 cm und ein Gewicht von 11 g. Der Kopf sowie der Bereich bis zum unteren Rücken sind bräunlich-oliv. Der Bürzel ist rostfarben. Der Schwanz ist dunkelbraun mit olivfarbenen Säumen. Die Flügel sind dunkelbraun. Die Zügel und die Augenringe sind bräunlich. Die Kehle sowie der Bereich von der unteren Brust bis zu Steiß sind weißlich. Brustband und Flanken sind hell bräunlich-oliv und leicht gesprenkelt.
Der Schnabel ist schwarz, die Beine sind mittelbraun. Die Geschlechter ähneln sich. Die Jungvögel sind dunkler, Scheitel, Mantel und obere Brust sind bei ihnen dunkel olivbraun bis schwarz, vereinzelt mit hellolivbraunen Federn sowie an der Kehle mit hell- und dunkelbraunen Federn vermischt. Der Hinternacken ist gesprenkelt. Der Augenring ist schwach angedeutet. Der Bauch ist schmutzig weiß, die Flanken dunkler. Der Schnabel ist heller als bei den Altvögeln.

## Verbreitungsgebiet
Der Gabelarötel ist nur von einigen wenigen Waldabschnitten innerhalb eines Umkreises von 40 km um Gabela an der Großen Randstufe im Westen Angolas bekannt. Eine Studie aus dem Jahr 2003 ergab, dass der Wald um Gabela größtenteils umgewandelt wurde. Dennoch wurden drei Individuen dieser Art in einem großen Waldabschnitt in der Nähe des Dorfes Kumbira sowie in nachwachsenden Kaffeeplantagen und im Sekundärwald nahe der Stadt Seles gesichtet. Im Jahr 2005 wurden bei Erhebungen die Tiere an zwei weiteren Standorten innerhalb des bekannten Verbreitungsgebiets entdeckt.
Der Gabelarötel ist möglicherweise auch in anderen Waldresten der Region anzutreffen, jedoch ist sein geeigneter Lebensraum stark eingeschränkt. Anhand einer Schätzung des Verbreitungsgebiets von 1090 km² und der lokalen Entwaldungsrate von 20–70 % ergibt sich eine geschätzte Fläche des verfügbaren Lebensraums von 327–872 km².
Unter Berücksichtigung einer Reviergröße von 3 Hektar pro Paar wird die globale Population der geschlechtsreifen Individuen auf mindestens 21.800 geschätzt. Möglicherweise ist die Fläche des verfügbaren Lebensraums kleiner als angenommen, so dass die vermutete Populationsgröße als Maximum angesehen wird. Die Art ist jedoch in einigen veränderten Lebensräumen häufig anzutreffen.

## Lebensraum
Der Gabelarötel bewohnt Primärwald, wo der Unterwuchs am dichtesten ist, Sekundärwald mit dichten Vegetationsbeständen, buschigen Rändern und überwucherten Bereichen von bewirtschafteten schattigen Kaffeeplantagen in Höhenlagen von 810 bis 1280 m. In der Dämmerung kommt er oft an Waldränder in der Nähe von Lichtungen und Kaffeeplantagen.

## Lautäußerungen
Der Gesang besteht aus einer Reihe leiser, einfacher absteigender Pfiffe. Der Ruf ist ein klagender, zweistimmiger Pfiff, der wiederholt wird. Ferner gibt es auch einen hohen weeh-weeh-weeh-Ruf mit unterbrochenem mechanischem Schabelauten.

## Lebensweise
Der Gabelarötel ist vermutlich standorttreu. Seine Nahrung besteht aus Insekten. Er sitzt lange Zeit bewegungslos und sucht im Unterholz nach wirbellosen Tieren im Laub und auf den Ästen.
Fortpflanzungsfähige Vögel wurden im September beobachtet, Jungvögel im Januar gefangen. Die Brutzeit fällt zweifellos mit der lokalen Regenzeit zwischen September und Dezember zusammen.

## Status
Der Gabelarötel wird in der IUCN Red List in der Kategorie „stark gefährdet“ (endangered) gelistet. Er ist in der Endemic Bird Area Western Angola präsent. Er ist durch den Verlust seines Lebensraums aufgrund der Subsistenzlandwirtschaft bedroht, von der möglicherweise 30 % des Waldes im Kumbira-Gebiet betroffen sind. In einigen Gebieten sind bis zu 70 % der Baumkronen und das gesamte Unterholz in den Talsohlen gerodet worden, um Bananen und Süßkartoffeln anzubauen. In anderen Gebieten sind bis zu 95 % der Baumkronen entfernt worden, um Maniok und Mais anzubauen.
Seit den 1930er Jahren wurden schattige Kaffeeplantagen in den Wäldern der Großen Randstufe angelegt. Seit Mitte der 1970er Jahre hat sich der Lebensraum wahrscheinlich vergrößert, als der Bürgerkrieg die kommerziellen Landwirte vertrieb und zur Aufgabe der Kaffeeplantagen führte. Die alten Kaffeeplantagen werden nun von Subsistenzlandwirtschaft verdrängt. Mit der Rückkehr des Friedens wird erwartet, dass kommerzielle Aktivitäten (wie der Kaffeeanbau) wieder aufgenommen werden, was eine Bedrohung für die Art darstellt. Insbesondere der Ersatz von schattigem Kaffee durch sonnenverträgliche Sorten könnte eine ernsthafte Bedrohung darstellen. Die Vermarktung lokaler Erzeugnisse ist durch den schlechten Zustand der Straße zwischen Sumbe und Gabela behindert, jedoch hat der Wiederaufbau dieser Straße Priorität. Der Kumbira-Wald wurde vor dem Bürgerkrieg in Angola selektiv abgeholzt und dient weiterhin als Brennholzquelle.